# Chamaepetes goudotii
Guano-asa-de-foice ou jacu-maraqueiro (Chamaepetes goudotii) é um cracídeo encontrado na América do Sul.